# Šoltýska
Šoltýska je obec v okrese Poltár v Banskobystrickém kraji na Slovensku. Leží v západní části Stolických vrchů. Nejbližší města jsou Hriňová vzdálena 23 km na západ a Poltár vzdálený 28 km na jih. Žije zde 86 obyvatel.
První písemná zmínka o obci pochází z roku 1796. V obci se nachází jednolodní klasicistní římskokatolický kostel Povýšení svatého Kříže z let 1828-1834. V interiéru se nachází oltářní obraz namalovaný Jozefem Hanulou z 20. let 20. století.